# Breakthru
"Breakthru" é uma canção da banda britânica de rock Queen. Creditada como obra dos quatro integrantes, é parte do álbum The Miracle. Lançado em junho de 1989, o single alcançou a sétima posição nas paradas do Reino Unido, e chegou à sexta na Holanda e na Irlanda, mas não se destacou nas paradas dos EUA. A canção é notável pelo seu videoclipe no qual o grupo performa o single em uma plataforma aberta de um trem a vapor em movimento.
A introdução da música foi escrita por Freddie Mercury, e é originalmente uma música intitulada "A New Life is Born", na qual foi adaptada para "Breakthru", de Roger Taylor. O clipe da canção também apresenta a atriz Debbie Leng, na época namorada de Roger.
Freddie Mercury estava usando farpas no braço, para caso uma emergência, esconder as suas lesões no braços causadas pela AIDS

## Ficha técnica
- Freddie Mercury: vocais, piano e composição
- Brian May: guitarras, vocais
- Roger Taylor: bateria, teclado, programação e composição
- John Deacon: baixo

Músicos convidados
- David Richards - teclado, programação, produção musical e engenharia de áudio